# Ligne 3 (O-Train)
Pour un article plus général, voir O-Train.
Pour les articles homonymes, voir Ligne 3.
La Ligne 3, parfois appelée branche Moodie, est une future ligne de l'O-Train, actuellement en construction à Ottawa, en Ontario, au Canada.
Durant la phase de planification de l'étape 2 de l'O-Train, elle était connue sous le nom de branche Moodie de la ligne de la Confédération. Son ouverture est planifiée en 2027, lorsque les stations de l'antenne Moodie seront inaugurées. La couleur qui lui sera dévolue est l'or.

## Histoire
La ligne a été annoncée le 24 novembre 2020 par la Ville d'Ottawa. Elle fait partie du projet de l'étape 2 de l'O-Train. Elle était antérieurement connue comme étant une branche de la Ligne de la Confédération, avant que la ville ne décide de créer 4 lignes.

## Tracé et stations

### Tracé
La Ligne 3 comptera 27 stations, dont 23 seront partagées avec la Ligne 1 sur son tracé. Les correspondances vers la station Algonquin de la Ligne 1 se feront à la station Lincoln Fields. À la station Moodie, il sera possible de faire une correspondance directe vers le Transitway pour se rendre en direction de Kanata. Les stations qui seront ouvertes avant 2025 devraient être seulement desservies par la Ligne 1 avant que le reste de la ligne soit inaugurée.

### Liste des stations
Le tableau ci-dessous présente les stations en service et futures qui seront desservies par la Ligne 3 de l'O-Train.
| Station          | Date d'ouverture  | Structuration | Origine du nom                                                                      |
| ---------------- | ----------------- | ------------- | ----------------------------------------------------------------------------------- |
| Trim             | 2025              | Surface       | Chemin Trim, station existante du Transitway                                        |
| Place d'Orléans  | 2025              | Surface       | Place d'Orléans, un centre commercial, et nom de la station existante du Transitway |
| Convent Glen     | 2025              | Surface       | Nom du quartier                                                                     |
| Jeanne d'Arc     | 2025              | Surface       | Boulevard Jeanne d'Arc, station existante du Transitway                             |
| Montréal         | 2025              | Élevée        | Chemin Montréal, station existante du Transitway                                    |
| Blair            | 14 septembre 2019 | Surface       | Chemin Blair                                                                        |
| Cyrville         | 14 septembre 2019 | Surface       | Chemin Cyrville                                                                     |
| St-Laurent       | 14 septembre 2019 | Souterraine   | Boulevard St-Laurent, centre commercial St-Laurent                                  |
| Tremblay         | 14 septembre 2019 | Surface       | Chemin Tremblay                                                                     |
| Hurdman          | 14 septembre 2019 | Élevée        | Pont Hurdman                                                                        |
| Lees             | 14 septembre 2019 | En tranchée   | Avenue Lees                                                                         |
| uOttawa          | 14 septembre 2019 | Surface       | Université d'Ottawa (abrégé en uOttawa)                                             |
| Rideau           | 14 septembre 2019 | Souterraine   | CF Centre Rideau, un centre commercial et le canal Rideau                           |
| Parlement        | 14 septembre 2019 | Souterraine   | Parlement du Canada                                                                 |
| Lyon             | 14 septembre 2019 | Souterraine   | Rue Lyon                                                                            |
| Pimisi           | 14 septembre 2019 | Surface       | Mot de langue algonquine signifiant « anguille »                                    |
| Bayview          | 14 septembre 2019 | Élevée        | Chemin Bayview                                                                      |
| Tunney's Pasture | 14 septembre 2019 | En tranchée   | Tunney's Pasture, un campus du gouvernement fédéral canadien                        |
| Westboro         | 2027              | En tranchée   | Nom du quartier                                                                     |
| Kìchì Sìbì       | 2027              | En tranchée   | Belvédère Kitchissippi (Kìchì Sìbì est l'orthographe accepté en langue algonquine)  |
| Sherbourne       | 2027              | Souterraine   | Chemin Sherbourne                                                                   |
| New Orchard      | 2027              | Souterraine   | Avenue New Orchard                                                                  |
| Lincoln Fields   | 2027              | En tranchée   | Nom du quartier, centre commercial                                                  |
| Queensview       | 2027              | Surface       | Promenade Queensview                                                                |
| Pinecrest        | 2027              | En tranchée   | Chemin Pinecrest                                                                    |
| Bayshore         | 2027              | À niveau      | Centre commercial, nom du quartier, station existante du Transitway                 |
| Moodie           | 2027              | À niveau      | Promenade Moodie                                                                    |

### Ateliers
Un atelier d'entretien, « l'installation d’entretien léger et de remisage de Moodie » sera construit près de la station du même nom. D'une capacité de 24 véhicules au départ, il pourra être agrandi pour avoir une capacité de 90 véhicules.